# Alcyvando Luz
Alcyvando Liguori da Luz (Barreiras, 30 de setembro de 1937 — Salvador, 22 de abril de 1998) foi um arranjador, cantor, violonista, trompetista, compositor e maestro brasileiro. É tido como um dos mais originais violonistas da Bahia.

## Biografia
Compositor de uma das maiores pérolas interpretadas por João Gilberto: "É preciso perdoar", com Carlos Coquejo. 
Conhecido pelos íntimos como Coré-Coré, Alcyvando era também engenheiro de som da UFBA.
Ficou conhecido nacional e internacionalmente com a canção É preciso perdoar que fez com Carlos Coqueijo.
Em 1962, passou no concurso público para o cargo de 2º Piston da Orquestra da UFBA.
Durante dois anos atuou como Pesquisador de Músicas folclóricas e afro-brasileiras na Secretaria de Turismo de Salvador.
Multi-instrumentista, tocava bateria, piano, violão, piston, baixo, órgão, cavaquinho, harmônica de voca, trompete,sax e tabla indiana, entre outros instrumentos.